# Meritastis lythrodana
Espèce
Synonymes
- Cacoecia lythrodana Meyrick, 1881

Meritastis lythrodana est une espèce de lépidoptères (papillons) de la famille des Tortricidae endémique d'Australie.

## Systématique
L'espèce Meritastis lythrodana a été décrite pour la première fois en 1881 par l'entomologiste britannique Edward Meyrick (1854-1938) sous le protonyme Cacoecia lythrodana.